# 医療事務
医療事務（いりょうじむ）とは、医療機関において行われる診療報酬請求事務に代表される医療保険事務の略称であり、広義には、窓口業務や診療情報管理、医師事務作業補助も含まれる。

## 医療保険事務
医療機関においてカルテを用いてレセプトと呼ばれる診療報酬明細書の作成を中心に行う診療報酬請求事務のこと。病院では、医事課などの職員が行う。
かつて、診療報酬請求（医療保険事務）にあたる仕事は「庶務課」や「経理係」が担当していたが、国民皆保険が実現して診療報酬制度が充実するに伴って通常業務の一部として行うことが困難になり、専門性が求められるようになった。そこで、医療機関において診療報酬請求を行う部署が「医事課」として独立するとともに、さまざまな団体が医療事務の養成や資格認定を行うことになった。1994年には、公的資格試験として診療報酬請求事務能力認定試験が誕生した。

## 診療情報管理
さらに、患者のカルテ（診療録）の管理も病歴室業務として医事課に属しており、1972年から日本病院会が通信教育による診療録管理士の養成を始めた。さらに、診療報酬請求業務の電算化と並行して電子カルテの管理など診療情報管理の業務の重要性も高まり、1996年に診療情報管理士としての認定が行われるようになった。
診療情報管理士は、カルテなどの医療情報を国際統計分類などに基づいて収集・管理し、データベースを作成・加工・分析してニーズに応じた情報を提供する。がん登録などもその職域の範囲である。病院では診療情報管理室などに属し、診療報酬においてその配置が評価されている。英語圏でも、ヘルス・インフォメーション・マネジャー (health information manager) と称される専門職である。

## 医師事務作業補助
2000年代に入ると病院勤務医の疲弊が社会問題化し（医療崩壊）、さまざまな形式で勤務医負担軽減策が実行されることになった。その代表例が医師事務作業補助者の配置であり、2008年の診療報酬改定によってその配置が評価されるようになった。医師事務作業補助者はドクターズクラークなどとも呼ばれ、医師の指示によって診断書の作成やカルテの代行入力、処方箋の作成、検査予約などを行うが、上記の診療報酬請求事務は行わない。